# Orthogonalprojektion

Orthogonalprojektion eines Punkts auf eine Ebene : Der Verbindungsvektor zwischen dem Punkt und seinem Abbild bildet mit der Ebene einen rechten Winkel.

Eine Orthogonalprojektion (von gr. ὀρθός orthós gerade, γωνία gōnía Winkel und lat. prōicere, PPP prōiectum vorwärtswerfen), orthogonale Projektion oder senkrechte Projektion ist eine Abbildung, die in vielen Bereichen der Mathematik eingesetzt wird. In der Geometrie ist eine Orthogonalprojektion die Abbildung eines Punkts auf eine Gerade oder eine Ebene, sodass die Verbindungslinie zwischen dem Punkt und seinem Abbild mit dieser Gerade oder Ebene einen rechten Winkel bildet. Das Abbild hat dann von allen Punkten der Gerade oder Ebene den kürzesten Abstand zum Ausgangspunkt. Eine Orthogonalprojektion ist damit ein Spezialfall einer Parallelprojektion, bei der die Projektionsrichtung gleich der Normalenrichtung der Gerade oder Ebene ist.
In der linearen Algebra wird dieses Konzept auf höherdimensionale Vektorräume über den reellen oder komplexen Zahlen und allgemeinere Winkel- und Abstandsbegriffe erweitert. Eine Orthogonalprojektion ist dann die Projektion eines Vektors auf einen Untervektorraum, sodass der Differenzvektor aus Abbild und Ausgangsvektor in dessen orthogonalem Komplement liegt. In der Funktionalanalysis wird der Begriff noch weiter in unendlichdimensionalen Skalarprodukträumen gefasst und insbesondere auf Funktionen angewandt. Die Existenz und Eindeutigkeit solcher Orthogonalprojektionen stellt dann der Projektionssatz sicher.
Orthogonalprojektionen besitzen vielfältige Einsatzbereiche innerhalb der Mathematik, beispielsweise in der darstellenden Geometrie, dem Gram-Schmidtschen Orthogonalisierungsverfahren, der Methode der kleinsten Quadrate, dem Verfahren der konjugierten Gradienten, der Fourier-Analysis oder der Bestapproximation. Sie besitzen Anwendungen unter anderem in der Kartografie, der Architektur, der Computergrafik und der Physik.

## Darstellende Geometrie

Prinzip einer Dreitafelprojektion

In der darstellenden Geometrie und im technischen Zeichnen dienen Projektionen dazu, zweidimensionale Abbildungen von dreidimensionalen geometrischen Körpern herzustellen. Neben der Zentralprojektion kommen hierbei häufig Parallelprojektionen zum Einsatz. Eine Parallelprojektion ist eine Abbildung, die Punkte des dreidimensionalen Raums auf Punkte einer gegebenen Bildebene abbildet, wobei die Projektionsstrahlen zueinander parallel sind. Treffen die Projektionsstrahlen im rechten Winkel auf die Projektionsebene, so spricht man von einer Orthogonalprojektion.
Werden statt einer Bildebene drei Projektionsebenen verwendet, die aufeinander senkrecht stehen, dann handelt es sich um eine Dreitafelprojektion oder Normalprojektion. Meist liegen dabei die Projektionsebenen parallel zu den Achsen des verwendeten (kartesischen) Koordinatensystems. Besitzt ein Punkt im Raum dann die Koordinaten {\displaystyle (x,y,z)}, so erhält man die Orthogonalprojektionen des Punkts auf die drei Koordinatenebenen durch
{\displaystyle (x,y,z)\mapsto (x,y,0)}   (Projektion auf die xy-Ebene)
{\displaystyle (x,y,z)\mapsto (x,0,z)}   (Projektion auf die xz-Ebene)
{\displaystyle (x,y,z)\mapsto (0,y,z)}   (Projektion auf die yz-Ebene)
Verläuft eine Projektionsebene zwar parallel zu zwei der Koordinatenachsen, aber nicht durch den Nullpunkt des Koordinatensystems, so erhält man den projizierten Punkt durch Ersetzen des Werts {\displaystyle 0} durch den Schnittpunkt der Ebene mit der dritten Koordinatenachse. Bei einer orthogonalen Axonometrie, beispielsweise einer Isometrie oder einer Dimetrie, wird das abzubildende Objekt vor der Projektion auf spezifische Weise gedreht.

## Analytische Geometrie
Die analytische Geometrie beschäftigt sich mit der Berechnung und den mathematischen Eigenschaften von Orthogonalprojektionen im zwei- und dreidimensionalen Raum, insbesondere für den Fall, dass die Projektionsebene nicht parallel zu den Koordinatenachsen liegt.

### Projektion auf eine Gerade

Orthogonalprojektion eines Punkts auf eine Gerade. Das Lot steht auf der Gerade senkrecht.

#### Definition
In der euklidischen Ebene ist eine Orthogonalprojektion die Abbildung eines Punkts {\displaystyle P} auf eine Gerade {\displaystyle g}, derart dass die Verbindungslinie zwischen dem Punkt und seinem Abbild {\displaystyle P'} einen rechten Winkel mit der Gerade bildet. Eine Orthogonalprojektion muss demnach die beiden Bedingungen
- {\displaystyle P'\in g}   (Projektion)
- {\displaystyle {\overline {PP'}}\perp g}   (Orthogonalität)

erfüllen. Die Linie {\displaystyle {\overline {PP'}}} heißt Lot des Punkts auf die Gerade und der projizierte Punkt {\displaystyle P'} wird Lotfußpunkt genannt. Die zeichnerische Konstruktion des Lots mit Zirkel und Lineal ist eine Standardaufgabe der euklidischen Geometrie und man spricht dabei vom Fällen des Lots.

#### Herleitung

Orthogonalprojektion eines Vektors auf eine Gerade mit Stützvektor und Richtungsvektor

In der analytischen Geometrie werden Punkte im kartesischen Koordinatensystem durch Ortsvektoren {\displaystyle {\vec {x}}={\begin{pmatrix}x_{1}\\x_{2}\end{pmatrix}}} beschrieben und Geraden typischerweise als Geradengleichung in Parameterform {\displaystyle {\vec {r}}={\vec {r}}_{0}+\lambda \,{\vec {u}}}, wobei {\displaystyle {\vec {r}}_{0}} der Ortsvektor eines Geradenpunkts, {\displaystyle {\vec {u}}} der Richtungsvektor der Geraden und {\displaystyle \lambda } ein reeller Parameter ist. Zwei Vektoren {\displaystyle {\vec {x}}} und {\displaystyle {\vec {y}}} bilden dabei einen rechten Winkel, wenn ihr Skalarprodukt {\displaystyle {\vec {x}}\cdot {\vec {y}}=0} ist. Die Orthogonalprojektion {\displaystyle P_{g}({\vec {x}})} auf die Gerade {\displaystyle g} muss die beiden Bedingungen
- {\displaystyle P_{g}({\vec {x}})={\vec {r}}_{0}+\lambda \,{\vec {u}}}
- {\displaystyle (P_{g}({\vec {x}})-{\vec {x}})\cdot {\vec {u}}=0}

für ein {\displaystyle \lambda \in \mathbb {R} } erfüllen.
Wird die erste Gleichung in die zweite eingesetzt, so erhält man
{\displaystyle ({\vec {r}}_{0}+\lambda \,{\vec {u}}-{\vec {x}})\cdot {\vec {u}}=0},
was nach {\displaystyle \lambda } aufgelöst
{\displaystyle \lambda ={\frac {{\vec {x}}\cdot {\vec {u}}-{\vec {r}}_{0}\cdot {\vec {u}}}{{\vec {u}}\cdot {\vec {u}}}}={\frac {({\vec {x}}-{\vec {r}}_{0})\cdot {\vec {u}}}{{\vec {u}}\cdot {\vec {u}}}}}
ergibt.
Verläuft die Gerade als Ursprungsgerade durch den Nullpunkt, dann gilt {\displaystyle {\vec {r}}_{0}={\begin{pmatrix}0\\0\end{pmatrix}}} und die Formel vereinfacht sich zu
{\displaystyle P_{g}({\vec {x}})={\frac {{\vec {x}}\cdot {\vec {u}}}{{\vec {u}}\cdot {\vec {u}}}}\,{\vec {u}}}.
Ist zudem der Richtungsvektor der Gerade ein Einheitsvektor, gilt also {\displaystyle {\vec {u}}\cdot {\vec {u}}=1}, so erhält man die einfachere Darstellung
{\displaystyle P_{g}({\vec {x}})=({\vec {x}}\cdot {\vec {u}})\,{\vec {u}}}.
Der Faktor {\displaystyle {\vec {x}}\cdot {\vec {u}}} gibt dann an, wie weit der projizierte Punkt auf der Gerade vom Nullpunkt entfernt ist. Analog kann auch ein Punkt {\displaystyle {\vec {x}}={\begin{pmatrix}x_{1}\\x_{2}\\x_{3}\end{pmatrix}}} im euklidischen Raum auf eine Gerade im Raum orthogonal projiziert werden, es wird lediglich mit drei statt zwei Komponenten gerechnet.

#### Beispiele
Die Orthogonalprojektion des Punkts mit {\displaystyle {\vec {x}}={\begin{pmatrix}4\\3\end{pmatrix}}} auf die Ursprungsgerade mit Richtung {\displaystyle {\vec {u}}={\begin{pmatrix}1\\2\end{pmatrix}}} in der euklidischen Ebene ist
{\displaystyle P_{g}({\vec {x}})={\frac {4\cdot 1+3\cdot 2}{1\cdot 1+2\cdot 2}}\cdot {\begin{pmatrix}1\\2\end{pmatrix}}={\frac {10}{5}}\cdot {\begin{pmatrix}1\\2\end{pmatrix}}={\begin{pmatrix}2\\4\end{pmatrix}}}.
Die Orthogonalprojektion des Punkts mit {\displaystyle {\vec {x}}={\begin{pmatrix}3\\9\\6\end{pmatrix}}} auf die Ursprungsgerade mit Richtung {\displaystyle {\vec {u}}={\begin{pmatrix}2\\1\\2\end{pmatrix}}} im euklidischen Raum ist
{\displaystyle P_{g}({\vec {x}})={\frac {3\cdot 2+9\cdot 1+6\cdot 2}{2\cdot 2+1\cdot 1+2\cdot 2}}\cdot {\begin{pmatrix}2\\1\\2\end{pmatrix}}={\frac {27}{9}}\cdot {\begin{pmatrix}2\\1\\2\end{pmatrix}}={\begin{pmatrix}6\\3\\6\end{pmatrix}}}.

#### Eigenschaften
Befindet sich der zu projizierende Punkt {\displaystyle {\vec {x}}} bereits auf der Gerade, dann gibt es eine Zahl {\displaystyle \lambda } mit {\displaystyle {\vec {x}}=\lambda {\vec {u}}} und die Orthogonalprojektion
{\displaystyle P_{g}({\vec {x}})={\frac {\lambda {\vec {u}}\cdot {\vec {u}}}{{\vec {u}}\cdot {\vec {u}}}}\,{\vec {u}}={\frac {\lambda ({\vec {u}}\cdot {\vec {u}})}{{\vec {u}}\cdot {\vec {u}}}}\,{\vec {u}}=\lambda {\vec {u}}={\vec {x}}}
verändert den Punkt nicht. Andernfalls minimiert die Orthogonalprojektion den Abstand zwischen dem Ausgangspunkt und allen Geradenpunkten, da für das Quadrat dieses Abstands nach dem Satz des Pythagoras
{\displaystyle |\lambda {\vec {u}}-{\vec {x}}|^{2}=|\lambda {\vec {u}}-P_{g}({\vec {x}})|^{2}+|P_{g}({\vec {x}})-{\vec {x}}|^{2}\geq |P_{g}({\vec {x}})-{\vec {x}}|^{2}}
für alle Zahlen {\displaystyle \lambda \in \mathbb {R} } gilt. Das Minimum wird dabei eindeutig an dem orthogonal projizierten Punkt angenommen, da der erste Term der Summe genau für {\displaystyle \lambda ={\tfrac {{\vec {x}}\cdot {\vec {u}}}{{\vec {u}}\cdot {\vec {u}}}}} null wird. Bilden die Vektoren {\displaystyle {\vec {x}}} und {\displaystyle {\vec {u}}} einen rechten Winkel, so ist der projizierte Punkt der Nullpunkt.

#### Berechnung
Die Orthogonalprojektion eines Punkts {\displaystyle {\vec {x}}} auf eine Gerade {\displaystyle g}, die keine Ursprungsgerade ist, ist durch
{\displaystyle P_{g}({\vec {x}})={\vec {r}}_{0}+{\frac {({\vec {x}}-{\vec {r}}_{0})\cdot {\vec {u}}}{{\vec {u}}\cdot {\vec {u}}}}\,{\vec {u}}}.
gegeben (siehe oben Abschnitt „Herleitung“). Aus dem Allgemeinfall erhält man die obigen Spezialfälle, indem der Stützvektor der Gerade in den Nullpunkt verschoben wird und ihr Richtungsvektor normiert wird, also durch seinen Betrag geteilt wird. In dem Beispiel der obigen Abbildung ist {\displaystyle {\vec {x}}={\begin{pmatrix}5\\2\end{pmatrix}}}, {\displaystyle {\vec {r}}_{0}={\begin{pmatrix}1\\2\end{pmatrix}}} sowie {\displaystyle {\vec {u}}={\begin{pmatrix}1\\1\end{pmatrix}}} und damit {\displaystyle P_{g}({\vec {x}})={\begin{pmatrix}3\\4\end{pmatrix}}}.
Alternativ kann eine Orthogonalprojektion im zweidimensionalen Fall auch durch Ermittlung des Schnittpunkts der Ausgangsgeraden mit der Lotgeraden berechnet werden. Ist {\displaystyle {\vec {n}}} ein Normalenvektor der Ausgangsgeraden, so folgt aus den beiden Bedingungen
- {\displaystyle P_{g}({\vec {x}})={\vec {x}}-\mu \,{\vec {n}}}
- {\displaystyle (P_{g}({\vec {x}})-{\vec {r}}_{0})\cdot {\vec {n}}=0}

durch Einsetzen der ersten Gleichung in die zweite Gleichung und Auflösen nach dem freien Parameter {\displaystyle \mu } für die Orthogonalprojektion
{\displaystyle P_{g}({\vec {x}})={\vec {x}}-{\frac {({\vec {x}}-{\vec {r}}_{0})\cdot {\vec {n}}}{{\vec {n}}\cdot {\vec {n}}}}\,{\vec {n}}}.
Einen Normalenvektor kann man durch Vertauschen der beiden Komponenten des Richtungsvektors der Geraden und durch Umkehrung des Vorzeichens einer der beiden Komponenten ermitteln. In dem obigen Beispiel ist ein solches {\displaystyle {\vec {n}}=(1,-1)}. Da eine Gerade im dreidimensionalen Raum keine ausgezeichnete Normalenrichtung besitzt, ist dieser einfache Ansatz aber nur in zwei Dimensionen möglich.

### Projektion auf eine Ebene

Orthogonalprojektion eines Punkts auf eine Ebene. Das Lot steht senkrecht auf allen Geraden der Ebene durch den Lotfußpunkt.

#### Definition
Im dreidimensionalen Raum kann ein Punkt {\displaystyle P} auch auf eine Ebene {\displaystyle E} orthogonal projiziert werden. Eine Orthogonalprojektion muss dann die beiden Bedingungen
- {\displaystyle P'\in E}   (Projektion)
- {\displaystyle {\overline {PP'}}\perp E}   (Orthogonalität)

erfüllen. Auch hier spricht man von Lot und Lotfußpunkt. Die Orthogonalität impliziert dabei, dass das Lot senkrecht auf allen Geraden der Ebene durch den Lotfußpunkt {\displaystyle P'} steht.

#### Herleitung

Orthogonalprojektion eines Vektors auf eine Ebene mit Stützvektor und orthogonalen Richtungsvektoren und

Ein Punkt im euklidischen Raum werde wieder durch einen Ortsvektor {\displaystyle {\vec {x}}={\begin{pmatrix}x_{1}\\x_{2}\\x_{3}\end{pmatrix}}}beschrieben und die Ebene sei in Parameterform {\displaystyle {\vec {r}}={\vec {r}}_{0}+\lambda {\vec {u}}+\mu {\vec {v}}}gegeben, wobei {\displaystyle \lambda } und {\displaystyle \mu } reelle Parameter sind sowie {\displaystyle {\vec {u}}} und {\displaystyle {\vec {v}}} die Spannvektoren der Ebene, welche nicht kollinear sein dürfen.
Aufgrund der Linearität des Skalarprodukts reicht es dabei aus, Orthogonalität bezüglich der beiden Spannvektoren statt bezüglich aller Vektoren der Ebene nachzuweisen.
Handelt es sich bei der Ebene um eine Ursprungsebene, das heißt {\displaystyle {\vec {r}}_{0}={\begin{pmatrix}0\\0\\0\end{pmatrix}}}, dann muss die Orthogonalprojektion {\displaystyle P_{E}({\vec {x}})} des Punkts {\displaystyle {\vec {x}}} auf die Ebene {\displaystyle E} die folgenden drei Bedingungen erfüllen:
1. {\displaystyle P_{E}({\vec {x}})=\lambda \,{\vec {u}}+\mu \,{\vec {v}}}
2. {\displaystyle (P_{E}({\vec {x}})-{\vec {x}})\cdot {\vec {u}}=0}
3. {\displaystyle (P_{E}({\vec {x}})-{\vec {x}})\cdot {\vec {v}}=0}

Setzt man die erste Gleichung in die anderen beiden Gleichungen ein, erhält man mit
{\displaystyle {\begin{aligned}\lambda \,{\vec {u}}\cdot {\vec {u}}+\mu \,{\vec {v}}\cdot {\vec {u}}&={\vec {x}}\cdot {\vec {u}}\\\lambda \,{\vec {u}}\cdot {\vec {v}}+\mu \,{\vec {v}}\cdot {\vec {v}}&={\vec {x}}\cdot {\vec {v}}\end{aligned}}}
ein lineares Gleichungssystem mit zwei Gleichungen und den beiden Unbekannten {\displaystyle \lambda } und {\displaystyle \mu }. Falls die Spannvektoren zueinander orthogonal sind, das heißt {\displaystyle {\vec {u}}\cdot {\vec {v}}={\vec {v}}\cdot {\vec {u}}=0} gilt, dann zerfällt dieses Gleichungssystem in zwei voneinander unabhängige Gleichungen und seine Lösung kann direkt angegeben werden. Die Orthogonalprojektion {\displaystyle P_{E}({\vec {x}})} des Punkts {\displaystyle {\vec {x}}} auf die Ebene {\displaystyle E} ist dann gegeben durch:
{\displaystyle P_{E}({\vec {x}})={\frac {{\vec {x}}\cdot {\vec {u}}}{{\vec {u}}\cdot {\vec {u}}}}\,{\vec {u}}+{\frac {{\vec {x}}\cdot {\vec {v}}}{{\vec {v}}\cdot {\vec {v}}}}\,{\vec {v}}}
Sind die Spannvektoren sogar orthonormal, gilt also zusätzlich {\displaystyle {\vec {u}}\cdot {\vec {u}}={\vec {v}}\cdot {\vec {v}}=1}, dann hat man die einfachere Darstellung
{\displaystyle P_{E}({\vec {x}})=({\vec {x}}\cdot {\vec {u}})\,{\vec {u}}+({\vec {x}}\cdot {\vec {v}})\,{\vec {v}}}.
Man erhält die Orthogonalprojektion eines Punkts auf eine Ebene also durch Ermittlung der Orthogonalprojektionen {\displaystyle P_{g}({\vec {x}})} und {\displaystyle P_{h}({\vec {x}})} des Punkts auf die beiden von den Spannvektoren gebildeten Geraden {\displaystyle g} und {\displaystyle h} und durch Addition der Resultate (siehe Abbildung).

#### Beispiel
Die Orthogonalprojektion des Punkts {\displaystyle {\vec {x}}={\begin{pmatrix}3\\9\\6\end{pmatrix}}} auf die Ursprungsebene, die durch die orthogonalen Vektoren {\displaystyle {\vec {u}}={\begin{pmatrix}2\\1\\2\end{pmatrix}}} und {\displaystyle {\vec {v}}={\begin{pmatrix}2\\-2\\-1\end{pmatrix}}} aufgespannt wird, ist
{\displaystyle P_{E}({\vec {x}})={\frac {6+9+12}{4+1+4}}\cdot {\begin{pmatrix}2\\1\\2\end{pmatrix}}+{\frac {6-18-6}{4+4+1}}\cdot {\begin{pmatrix}2\\-2\\-1\end{pmatrix}}={\begin{pmatrix}6\\3\\6\end{pmatrix}}+{\begin{pmatrix}-4\\4\\2\end{pmatrix}}={\begin{pmatrix}2\\7\\8\end{pmatrix}}}.

#### Eigenschaften
Befindet sich der zu projizierende Punkt {\displaystyle {\vec {x}}} bereits auf der Ebene, dann gibt es Zahlen {\displaystyle \lambda } und {\displaystyle \mu } mit {\displaystyle {\vec {x}}=\lambda {\vec {u}}+\mu {\vec {v}}} und die Orthogonalprojektion
{\displaystyle P_{E}({\vec {x}})={\frac {\lambda ({\vec {u}}\cdot {\vec {u}})+\mu ({\vec {v}}\cdot {\vec {u}})}{{\vec {u}}\cdot {\vec {u}}}}\,{\vec {u}}+{\frac {\lambda ({\vec {u}}\cdot {\vec {v}})+\mu ({\vec {v}}\cdot {\vec {v}})}{{\vec {v}}\cdot {\vec {v}}}}\,{\vec {v}}=\lambda {\vec {u}}+\mu {\vec {v}}={\vec {x}}}
verändert den Punkt nicht. Andernfalls minimiert der orthogonal projizierte Punkt den Abstand zwischen dem Ausgangspunkt und allen Punkten der Ebene, da für das Quadrat dieses Abstands mit dem Satz des Pythagoras
{\displaystyle |(\lambda {\vec {u}}+\mu {\vec {v}})-{\vec {x}}|^{2}=|(\lambda {\vec {u}}+\mu {\vec {v}})-P_{E}({\vec {x}})|^{2}+|P_{E}({\vec {x}})-{\vec {x}}|^{2}\geq |P_{E}({\vec {x}})-{\vec {x}}|^{2}}
für alle Zahlen {\displaystyle \lambda ,\mu \in \mathbb {R} } gilt. Das Minimum wird dabei eindeutig für {\displaystyle \lambda ={\tfrac {{\vec {x}}\cdot {\vec {u}}}{{\vec {u}}\cdot {\vec {u}}}}} und {\displaystyle \mu ={\tfrac {{\vec {x}}\cdot {\vec {v}}}{{\vec {v}}\cdot {\vec {v}}}}} an dem orthogonal projizierten Punkt angenommen. Bildet {\displaystyle {\vec {x}}} sowohl mit {\displaystyle {\vec {u}}}, als auch mit {\displaystyle {\vec {v}}} einen rechten Winkel, dann ist der projizierte Punkt der Nullpunkt.

#### Berechnung
Verläuft eine Ebene nicht durch den Ursprung, so kann sie durch Translation um {\displaystyle {\vec {r}}_{0}} in den Ursprung verschoben werden. Sind ihre Spannvektoren nicht orthogonal, so können diese mit Hilfe des Gram-Schmidtschen Orthogonalisierungsverfahrens orthogonalisiert werden. Hierzu ermittelt man (beispielsweise) einen zu {\displaystyle {\vec {u}}} orthogonalen Vektor {\displaystyle {\vec {w}}} als Verbindungsvektor von {\displaystyle {\vec {v}}} zur Orthogonalprojektion von {\displaystyle {\vec {v}}} auf die Gerade in Richtung {\displaystyle {\vec {u}}}
{\displaystyle {\vec {w}}={\vec {v}}-{\frac {{\vec {v}}\cdot {\vec {u}}}{{\vec {u}}\cdot {\vec {u}}}}\,{\vec {u}}}
und erhält somit den Allgemeinfall einer Orthogonalprojektion eines Punkts {\displaystyle {\vec {x}}} auf eine Ebene {\displaystyle E} durch
{\displaystyle P_{E}({\vec {x}})={\vec {r}}_{0}+{\frac {({\vec {x}}-{\vec {r}}_{0})\cdot {\vec {u}}}{{\vec {u}}\cdot {\vec {u}}}}\,{\vec {u}}+{\frac {({\vec {x}}-{\vec {r}}_{0})\cdot {\vec {w}}}{{\vec {w}}\cdot {\vec {w}}}}\,{\vec {w}}}.
Alternativ dazu kann eine Orthogonalprojektion auch durch Berechnung des Schnitts der Lotgeraden mit der Ebene berechnet werden. Ein Normalenvektor {\displaystyle {\vec {n}}} der Ebene kann, sofern sie nicht in Normalenform gegeben ist, über das Kreuzprodukt der (nicht notwendigerweise orthogonalen, aber nichtkollinearen) Spannvektoren durch {\displaystyle {\vec {n}}={\vec {u}}\times {\vec {v}}} berechnet werden. Man erhält dann wie im zweidimensionalen Fall als Orthogonalprojektion
{\displaystyle P_{E}({\vec {x}})={\vec {x}}-{\frac {({\vec {x}}-{\vec {r}}_{0})\cdot {\vec {n}}}{{\vec {n}}\cdot {\vec {n}}}}\,{\vec {n}}}.

## Lineare Algebra
In der linearen Algebra wird das Konzept der Orthogonalprojektion auf allgemeine Vektorräume {\displaystyle V} mit endlicher Dimension {\displaystyle n} über dem Körper {\displaystyle \mathbb {K} } der reellen oder komplexen Zahlen, sowie allgemeine Skalarprodukte {\displaystyle \langle \cdot ,\cdot \rangle } und damit Orthogonalitätsbegriffe verallgemeinert. Zwei Vektoren {\displaystyle v,w\in V} sind definitionsgemäß genau dann orthogonal, wenn ihr Skalarprodukt {\displaystyle \langle v,w\rangle =0} ist.

### Algebraische Darstellung

#### Definition
Eine Orthogonalprojektion auf einen Untervektorraum {\displaystyle U} eines Vektorraums {\displaystyle V} ist eine lineare Abbildung {\displaystyle P_{U}\colon V\rightarrow U}, die für alle Vektoren {\displaystyle v\in V} die beiden Eigenschaften
- {\displaystyle P_{U}(v)\in U}   (Projektion)
- {\displaystyle \langle P_{U}(v)-v,u\rangle =0}   für alle   {\displaystyle u\in U}   (Orthogonalität)[2]

erfüllt. Der Differenzvektor {\displaystyle P_{U}(v)-v} liegt damit im orthogonalen Komplement {\displaystyle U^{\perp }} von {\displaystyle U}. Das orthogonale Komplement ist selbst ein Untervektorraum bestehend aus denjenigen Vektoren in {\displaystyle V}, die orthogonal zu allen Vektoren in {\displaystyle U} sind.

#### Darstellung
Ist {\displaystyle \{u_{1},\ldots ,u_{k}\}} eine Basis des Untervektorraums {\displaystyle U} mit der Dimension {\displaystyle k}, dann hat jeder Vektor {\displaystyle u\in U} eine eindeutige Darstellung als Linearkombination {\displaystyle u=c_{1}u_{1}+\ldots +c_{k}u_{k}}. Aufgrund der Sesquilinearität des Skalarprodukts reicht es daher aus, Orthogonalität lediglich bezüglich der Basisvektoren statt bezüglich aller Vektoren des Untervektorraums nachzuweisen. Eine Orthogonalprojektion {\displaystyle P_{U}} muss demnach die Bedingungen
- {\displaystyle P_{U}(v)=\sum _{i=1}^{k}c_{i}\,u_{i}}
- {\displaystyle \langle P_{U}(v)-v,u_{j}\rangle =0}   für   {\displaystyle j=1,\ldots ,k}

erfüllen. Setzt man die erste Gleichung in die anderen Gleichungen ein, erhält man mit
{\displaystyle \sum _{i=1}^{k}c_{i}\,\langle u_{i},u_{j}\rangle =\langle v,u_{j}\rangle }   für   {\displaystyle j=1,\ldots ,k}
ein lineares Gleichungssystem mit {\displaystyle k} Gleichungen und den {\displaystyle k} Unbekannten {\displaystyle c_{1},\ldots ,c_{k}}. Die dabei zugrunde liegende Gramsche Matrix {\displaystyle (\,\langle u_{i},u_{j}\rangle \,)_{i,j}} ist aufgrund der linearen Unabhängigkeit der Basisvektoren regulär und damit ist dieses Gleichungssystem eindeutig lösbar. Ist nun {\displaystyle \{u_{1},\ldots ,u_{k}\}} eine Orthogonalbasis von {\displaystyle U}, das heißt {\displaystyle \langle u_{i},u_{j}\rangle =0} für {\displaystyle i\neq j}, dann ist die zugehörige Gramsche Matrix eine Diagonalmatrix und das Gleichungssystem hat eine direkt angebbare Lösung. Die Orthogonalprojektion {\displaystyle P_{U}} des Vektors {\displaystyle v} auf den Untervektorraum {\displaystyle U} ist dann durch
{\displaystyle P_{U}(v)=\sum _{i=1}^{k}{\frac {\langle v,u_{i}\rangle }{\langle u_{i},u_{i}\rangle }}u_{i}}
gegeben. Bildet {\displaystyle \{u_{1},\ldots ,u_{k}\}} sogar eine Orthonormalbasis, das heißt {\displaystyle \langle u_{i},u_{j}\rangle =\delta _{ij}} mit dem Kronecker-Delta {\displaystyle \delta _{ij}}, dann hat die Orthogonalprojektion die einfachere Darstellung
{\displaystyle P_{U}(v)=\sum _{i=1}^{k}\langle v,u_{i}\rangle u_{i}}.

#### Beispiele
Wählt man als Vektorraum {\displaystyle V} den Standardraum {\displaystyle \mathbb {R} ^{n}} und als Skalarprodukt {\displaystyle \langle \cdot ,\cdot \rangle } das Standardskalarprodukt, so ist ein Untervektorraum eine lineare Mannigfaltigkeit (etwa eine Gerade, Ebene oder Hyperebene) durch den Nullpunkt und die Orthogonalprojektionen des vorangegangenen Geometrie-Abschnitts entsprechen gerade den Spezialfällen
- Projektion auf eine Ursprungsgerade in der Ebene: {\displaystyle n=2,k=1}
- Projektion auf eine Ursprungsgerade im Raum: {\displaystyle n=3,k=1}
- Projektion auf eine Ursprungsebene im Raum: {\displaystyle n=3,k=2}

Der Fall {\displaystyle k=0} entspricht in jeder Dimension der Abbildung eines Vektors auf den Nullpunkt und der Fall {\displaystyle k=n} lässt den Vektor immer unverändert, da eine Orthogonalprojektion dann die identische Abbildung ist.

#### Eigenschaften
Eine Orthogonalprojektion ist eine Projektion, das heißt eine idempotente lineare Abbildung des Vektorraumes {\displaystyle V} in sich selbst (genannt Endomorphismus). Ist der zu projizierende Vektor {\displaystyle v} nämlich bereits Element des Untervektorraums, dann gibt es Skalare {\displaystyle c_{1},\ldots ,c_{k}}, sodass {\displaystyle v=c_{1}u_{1}+\ldots +c_{k}u_{k}} ist, und die Orthogonalprojektion
{\displaystyle P_{U}(v)=\sum _{i=1}^{k}\left\langle \sum _{j=1}^{k}c_{j}u_{j},u_{i}\right\rangle \,u_{i}=\sum _{i=1}^{k}\sum _{j=1}^{k}c_{j}\langle u_{j},u_{i}\rangle \,u_{i}=c_{1}u_{1}+\ldots +c_{k}u_{k}=v}
verändert den Vektor nicht, woraus die Idempotenz folgt. Die Linearität der Abbildung folgt direkt aus der Sesquilinearität des Skalarprodukts. Zudem gilt die Selbstadjungiertheit
{\displaystyle \langle P_{U}(v),w\rangle =\left\langle \sum _{i=1}^{k}\langle v,u_{i}\rangle u_{i},w\right\rangle =\sum _{i=1}^{k}\langle v,u_{i}\rangle \langle u_{i},w\rangle =\left\langle v,\sum _{i=1}^{k}\langle w,u_{i}\rangle u_{i}\right\rangle =\langle v,P_{U}(w)\rangle }
für alle Vektoren {\displaystyle v,w\in V}. Der orthogonal projizierte Vektor minimiert den Abstand zwischen dem Ausgangsvektor und allen Vektoren des Untervektorraums bezüglich der von dem Skalarprodukt abgeleiteten Norm {\displaystyle \|\cdot \|}, denn es gilt mit dem Satz des Pythagoras für Skalarprodukträume
{\displaystyle \|u-v\|^{2}=\|u-P_{U}(v)\|^{2}+\|P_{U}(v)-v\|^{2}\geq \|P_{U}(v)-v\|^{2}}.
für alle {\displaystyle u\in U}. Das Minimum wird dabei eindeutig an dem orthogonal projizierten Vektor angenommen. Liegt der Vektor {\displaystyle v} im orthogonalen Komplement des Untervektorraums, dann ist der projizierte Vektor der Nullvektor.

#### Allgemeinfall
Ist die Basis {\displaystyle \{u_{1},\ldots ,u_{k}\}} des Unterraums nicht orthogonal, so kann sie mit dem Gram-Schmidtschen Orthogonalisierungsverfahren orthogonalisiert und so eine Orthogonalbasis {\displaystyle \{w_{1},\ldots ,w_{k}\}} von {\displaystyle U} erhalten werden. Weiterhin kann ein Vektor auch auf einen affinen Unterraum {\displaystyle U_{0}=r_{0}+U} mit {\displaystyle r_{0}\in V} orthogonal projiziert werden. Man erhält dann den Allgemeinfall einer Orthogonalprojektion eines Vektors {\displaystyle v} auf einen affinen Unterraum {\displaystyle U_{0}} durch
{\displaystyle P_{U_{0}}(v)=r_{0}+\sum _{i=1}^{k}{\frac {\langle v-r_{0},w_{i}\rangle }{\langle w_{i},w_{i}\rangle }}w_{i}}.

#### Komplementäre Darstellung
Ist nun {\displaystyle \{w_{k+1},\ldots ,w_{n}\}} eine orthogonale Komplementärbasis von {\displaystyle U}, also eine Orthogonalbasis des Komplements {\displaystyle U^{\perp }}, dann erhält man aufgrund von
{\displaystyle v=\sum _{i=1}^{k}{\frac {\langle v,w_{i}\rangle }{\langle w_{i},w_{i}\rangle }}w_{i}+\sum _{i=k+1}^{n}{\frac {\langle v,w_{i}\rangle }{\langle w_{i},w_{i}\rangle }}w_{i}=P_{U}(v)+P_{U^{\perp }}(v)}
die komplementäre Darstellung einer Orthogonalprojektion {\displaystyle P_{U_{0}}} auf einen affinen Unterraum {\displaystyle U_{0}=r_{0}+U} als
{\displaystyle P_{U_{0}}(v)=v-\sum _{i=k+1}^{n}{\frac {\langle v-r_{0},w_{i}\rangle }{\langle w_{i},w_{i}\rangle }}w_{i}}.

### Matrixdarstellung

#### Koordinaten
Wählt man für den Vektorraum {\displaystyle V} eine Orthonormalbasis {\displaystyle \{e_{1},\ldots ,e_{n}\}} bezüglich des Skalarprodukts {\displaystyle \langle \cdot ,\cdot \rangle }, dann kann jeder Vektor {\displaystyle v\in V} als Koordinatenvektor {\displaystyle x=(x_{1},\ldots ,x_{n})^{\mathsf {T}}\in {\mathbb {K} }^{n}} über
{\displaystyle v=\sum _{i=1}^{n}x_{i}e_{i}}   mit   {\displaystyle x_{i}=\langle v,e_{i}\rangle }
dargestellt werden. Die Koordinaten {\displaystyle x_{1},\ldots ,x_{n}} sind dabei genau die Längen der Orthogonalprojektionen des Vektors auf die Basisvektoren. Das Skalarprodukt {\displaystyle \langle v,w\rangle } zweier Vektoren {\displaystyle v,w\in V} ist in Koordinatendarstellung dann das Standardskalarprodukt {\displaystyle y^{\mathsf {H}}x} der zugehörigen Koordinatenvektoren {\displaystyle x,y\in {\mathbb {K} }^{n}}, wobei {\displaystyle y^{\mathsf {H}}} der adjungierte Vektor (im reellen Fall der transponierte Vektor) zu {\displaystyle y} ist.

#### Darstellung
Sind nun {\displaystyle y_{1},\ldots ,y_{k}\in {\mathbb {K} }^{n}} die Koordinatenvektoren einer Orthogonalbasis {\displaystyle \{u_{1},\ldots ,u_{k}\}} eines Untervektorraums {\displaystyle U} und {\displaystyle x} der Koordinatenvektor eines zu projizierenden Vektors {\displaystyle v}, dann ist die Koordinatendarstellung einer Orthogonalprojektion
{\displaystyle P_{U}(v)=\sum _{i=1}^{k}{\frac {y_{i}^{\mathsf {H}}x}{y_{i}^{\mathsf {H}}y_{i}}}y_{i}=\sum _{i=1}^{k}{\frac {y_{i}y_{i}^{\mathsf {H}}}{y_{i}^{\mathsf {H}}y_{i}}}x}.
Eine Orthogonalprojektion ist in Koordinatendarstellung damit einfach ein Matrix-Vektor-Produkt {\displaystyle Q_{U}x} mit der Abbildungsmatrix {\displaystyle Q_{U}\in {\mathbb {K} }^{n\times n}} gegeben durch
{\displaystyle Q_{U}=\sum _{i=1}^{k}{\frac {y_{i}y_{i}^{\mathsf {H}}}{y_{i}^{\mathsf {H}}y_{i}}}}.
Sind {\displaystyle y_{1},\ldots ,y_{k}} die Koordinatenvektoren einer Orthonormalbasis von {\displaystyle U}, so hat die Orthogonalprojektionsmatrix {\displaystyle Q_{U}} die einfachere Darstellung
{\displaystyle Q_{U}=\sum _{i=1}^{k}y_{i}y_{i}^{\mathsf {H}}}.
Jeder Summand ist dabei das dyadische Produkt eines Koordinatenvektors mit sich selbst.

#### Beispiele
Im Koordinatenraum {\displaystyle \mathbb {R} ^{3}} ist die Orthogonalprojektionsmatrix auf die Ursprungsgerade mit Richtung {\displaystyle y_{1}=(2,1,2)^{\mathsf {T}}} gegeben durch
{\displaystyle Q_{U}={\frac {1}{9}}{\begin{pmatrix}2\\1\\2\end{pmatrix}}{\begin{pmatrix}2&1&2\end{pmatrix}}={\frac {1}{9}}{\begin{pmatrix}4&2&4\\2&1&2\\4&2&4\end{pmatrix}}}.
Die Orthogonalprojektionsmatrix auf die Ursprungsebene, die durch {\displaystyle y_{1}=(2,1,2)^{\mathsf {T}}} und {\displaystyle y_{2}=(2,-2,-1)^{\mathsf {T}}} aufgespannt wird, ist entsprechend
{\displaystyle Q_{U}={\frac {1}{9}}{\begin{pmatrix}4&2&4\\2&1&2\\4&2&4\end{pmatrix}}+{\frac {1}{9}}{\begin{pmatrix}4&-4&-2\\-4&4&2\\-2&2&1\end{pmatrix}}={\frac {1}{9}}{\begin{pmatrix}8&-2&2\\-2&5&4\\2&4&5\end{pmatrix}}}.

#### Eigenschaften
Eine Orthogonalprojektionsmatrix ist idempotent, das heißt, es gilt
{\displaystyle (Q_{U})^{2}=\left(\sum _{i=1}^{k}y_{i}y_{i}^{\mathsf {H}}\right)\left(\sum _{j=1}^{k}y_{j}y_{j}^{\mathsf {H}}\right)=\sum _{i=1}^{k}\sum _{j=1}^{k}(y_{i}y_{i}^{\mathsf {H}})(y_{j}y_{j}^{\mathsf {H}})=\sum _{i=1}^{k}\sum _{j=1}^{k}y_{i}(y_{i}^{\mathsf {H}}y_{j})y_{j}^{\mathsf {H}}=\sum _{i=1}^{k}y_{i}y_{i}^{\mathsf {H}}=Q_{U}}.
Weiterhin ist sie selbstadjungiert (im reellen Fall symmetrisch), da
{\displaystyle (Q_{U})^{\mathsf {H}}=\left(\sum _{i=1}^{k}y_{i}y_{i}^{\mathsf {H}}\right)^{\mathsf {H}}=\sum _{i=1}^{k}(y_{i}y_{i}^{\mathsf {H}})^{\mathsf {H}}=\sum _{i=1}^{k}y_{i}y_{i}^{\mathsf {H}}=Q_{U}}
ist. Für den Rang und die Spur einer Orthogonalprojektionsmatrix gilt
{\displaystyle \operatorname {rang} Q_{U}=\operatorname {spur} Q_{U}=k},
da für idempotente Matrizen Rang und Spur übereinstimmen und die Einzelmatrizen {\displaystyle y_{i}y_{i}^{\mathsf {H}}} jeweils Rang eins besitzen. Die Eigenwerte einer Orthogonalprojektionsmatrix sind {\displaystyle \lambda _{1}=\ldots =\lambda _{k}=1} und {\displaystyle \lambda _{k+1}=\ldots =\lambda _{n}=0}, wobei die zugehörigen Eigenräume gerade der Untervektorraum {\displaystyle U} und sein orthogonales Komplement {\displaystyle U^{\perp }} sind. Die Spektralnorm einer Orthogonalprojektionsmatrix ist damit, sofern {\displaystyle U} nicht der Nullvektorraum {\displaystyle \{0\}} ist, gleich eins.

#### Allgemeinfall
Bilden die Koordinatenvektoren {\displaystyle y_{1},\ldots ,y_{k}} zwar eine Basis, aber keine Orthogonalbasis des Untervektorraums, so kann man sie zur Berechnung einer Orthogonalprojektion orthogonalisieren oder ein entsprechendes lineares Gleichungssystem lösen. Fasst man die Basisvektoren spaltenweise zu einer Matrix {\displaystyle A=(y_{1},\ldots ,y_{k})\in \mathbb {K} ^{n\times k}} zusammen, dann hat dieses Gleichungssystem die Gestalt der Normalgleichungen
{\displaystyle A^{\mathsf {H}}Ac=A^{\mathsf {H}}x}
mit dem Koeffizientenvektor {\displaystyle c=(c_{1},\ldots ,c_{k})^{\mathsf {T}}}. Die Matrixdarstellung einer Orthogonalprojektion ist dann aufgrund von {\displaystyle Q_{U}x=Ac} gegeben durch
{\displaystyle Q_{U}=A(A^{\mathsf {H}}A)^{-1}A^{\mathsf {H}}}.
Diese Matrix findet breite Anwendung in der Statistik  (siehe Projektionsmatrix (Statistik)). Eine Orthogonalprojektion auf einen affinen Unterraum {\displaystyle U_{0}=r_{0}+U} ist in Matrixdarstellung dann die affine Abbildung
{\displaystyle P_{U_{0}}(v)=Q_{U}x+(I-Q_{U})s}
mit der Einheitsmatrix {\displaystyle I} und mit {\displaystyle s=(s_{1},\ldots ,s_{n})^{\mathsf {T}}} als dem Koordinatenvektor von {\displaystyle r_{0}}. Unter Verwendung homogener Koordinaten lässt sich jede Orthogonalprojektion auch als ein einfaches Matrix-Vektorprodukt darstellen.

#### Komplementäre Darstellung
Eine Orthogonalprojektion auf einen affinen Unterraum {\displaystyle U_{0}} hat die komplementäre Matrixdarstellung
{\displaystyle P_{U_{0}}(v)=(I-Q_{U^{\perp }})x+Q_{U^{\perp }}s}
mit der Orthogonalprojektionsmatrix auf den Komplementärraum {\displaystyle Q_{U^{\perp }}\in {\mathbb {K} }^{n\times n}} gegeben durch
{\displaystyle Q_{U^{\perp }}=I-Q_{U}}.
Bilden die Koordinatenvektoren {\displaystyle y_{k+1},\ldots ,y_{n}} eine Orthogonalbasis des Komplementärraums {\displaystyle U^{\perp }}, so hat die komplementäre Orthogonalprojektionsmatrix die Darstellung
{\displaystyle Q_{U^{\perp }}=\sum _{i=k+1}^{n}{\frac {y_{i}y_{i}^{\mathsf {H}}}{y_{i}^{\mathsf {H}}y_{i}}}}.

## Funktionalanalysis
In der Funktionalanalysis wird das Konzept der Orthogonalprojektion auf unendlichdimensionale Skalarprodukträume über den reellen oder komplexen Zahlen verallgemeinert und insbesondere auf Funktionenräume angewandt.

### Definition
Ist {\displaystyle (V,\langle \cdot ,\cdot \rangle )} ein Skalarproduktraum und ist {\displaystyle U} ein Untervektorraum von {\displaystyle V} mit orthogonalem Komplement {\displaystyle U^{\perp }}, dann ist eine Orthogonalprojektion ein Operator {\displaystyle P_{U}\colon V\rightarrow V} (auch orthogonaler Projektor genannt), mit den beiden Eigenschaften
- {\displaystyle \operatorname {im} P_{U}=U}   (Projektion)
- {\displaystyle \operatorname {ker} P_{U}=U^{\perp }}   (Orthogonalität)

wobei {\displaystyle \operatorname {im} } das Bild und {\displaystyle \operatorname {ker} } der Kern des Operators ist. Der komplementäre Operator {\displaystyle I-P_{U}} besitzt dann als Bild {\displaystyle U^{\perp }} und als Kern {\displaystyle U}.

### Existenz und Eindeutigkeit

Orthogonale Zerlegung eines Vektors in einen Teil in einer Ebene und einen Teil im orthogonalen Komplement der Ebene

Damit solche Orthogonalprojektionen auch existieren und eindeutig sind, müssen die betrachteten Räume jedoch eingeschränkt werden. Ist {\displaystyle V} ein Hilbertraum, also ein vollständiger Skalarproduktraum, und ist {\displaystyle U} ein abgeschlossener Untervektorraum von {\displaystyle V}, dann stellt der Projektionssatz die Existenz und Eindeutigkeit von Orthogonalprojektionen sicher. Zu jedem Vektor {\displaystyle v\in V} gibt es dann eindeutige Vektoren {\displaystyle u\in U} und {\displaystyle u^{\perp }\in U^{\perp }}, sodass dieser Vektor die Darstellung
{\displaystyle v=u+u^{\perp }}
besitzt. Damit bilden {\displaystyle U} und {\displaystyle U^{\perp }} eine orthogonale Zerlegung von {\displaystyle V}, das heißt, der gesamte Raum {\displaystyle V} lässt sich als orthogonale Summe {\displaystyle U\oplus U^{\perp }} darstellen. Ein endlichdimensionaler Untervektorraum ist immer abgeschlossen und auf die Vollständigkeit von {\displaystyle V} kann dann auch verzichtet werden.

### Darstellung
Jeder Hilbertraum besitzt eine Orthonormalbasis, die sich allerdings nicht immer explizit angeben lässt. Ist allerdings {\displaystyle V} ein separabler Hilbertraum, dann ist eine solche Orthonormalbasis {\displaystyle \{e_{1},e_{2},\ldots \}} als Schauderbasis abzählbar, sodass jeder Vektor {\displaystyle v\in V} in eine Reihe
{\displaystyle v=\sum _{i=1}^{\infty }\langle v,e_{i}\rangle e_{i}}
entwickelt werden kann. Eine solche Orthonormalbasis kann stets aus einer linear unabhängigen Teilmenge von {\displaystyle V} mit Hilfe des Gram-Schmidtschen Orthogonalisierungsverfahrens erhalten werden. Ist nun {\displaystyle \{u_{1},u_{2},\ldots \}} eine (ebenfalls abzählbare) Orthonormalbasis eines abgeschlossenen Untervektorraums {\displaystyle U}, dann hat eine Orthogonalprojektion die Reihendarstellung
{\displaystyle P_{U}=\sum _{i=1}^{\infty }\langle \cdot ,u_{i}\rangle u_{i}}.
Diese Darstellung lässt sich auch auf nicht-separable, also überabzählbar-dimensionale Hilberträume verallgemeinern. Ist {\displaystyle U} ein abgeschlossener Untervektorraum eines allgemeinen Hilbertraums und {\displaystyle \{u_{i}\}_{i\in I}} mit einer beliebigen Indexmenge {\displaystyle I} eine Orthonormalbasis dieses Untervektorraums, dann hat eine Orthogonalprojektion die entsprechende Darstellung
{\displaystyle P_{U}=\sum _{i\in I}\langle \cdot ,u_{i}\rangle u_{i}},
wobei nur abzählbar viele Summenglieder dieser Summe ungleich null sind. Diese Reihen sind nach der Besselschen Ungleichung unbedingt konvergent und nach der Parsevalschen Gleichung wird dabei tatsächlich jedes Element von {\displaystyle U} auf sich selbst abgebildet.

### Beispiel

L^{2}-Bestapproximationen der Exponentialfunktion im Intervall durch konstante, lineare und quadratische Polynome

Gegeben sei der Raum L2 der quadratisch integrierbaren reellen Funktionen im Intervall {\displaystyle [-1,1]} mit dem L2-Skalarprodukt
{\displaystyle \langle f,g\rangle =\int _{-1}^{1}f(x)g(x)~dx}
Für diesen Raum bilden die Legendre-Polynome ein vollständiges Orthogonalsystem. Gesucht ist nun die Orthogonalprojektion der Exponentialfunktion {\displaystyle f(x)=e^{x}} auf den Untervektorraum der linearen Funktionen. Für diesen Unterraum bilden die beiden Monome {\displaystyle \{1,x\}} eine Orthogonalbasis, was nach Normierung die Orthonormalbasis
{\displaystyle \{u_{1}(x)={\tfrac {1}{\sqrt {2}}},u_{2}(x)={\tfrac {\sqrt {3}}{\sqrt {2}}}\,x\}}
ergibt. Die Orthogonalprojektion von {\displaystyle f} auf den Untervektorraum der linearen Funktionen ist dann gegeben durch
{\displaystyle P_{U}f=\langle f,u_{1}\rangle u_{1}+\langle f,u_{2}\rangle u_{2}={\frac {1}{\sqrt {2}}}\left(e-{\frac {1}{e}}\right)\cdot {\frac {1}{\sqrt {2}}}+{\frac {\sqrt {6}}{e}}\cdot {\frac {\sqrt {3}}{\sqrt {2}}}x={\frac {1}{2}}\left(e-{\frac {1}{e}}\right)+{\frac {3}{e}}x}.

### Eigenschaften
Ist {\displaystyle V} ein Hilbertraum und {\displaystyle U} ein abgeschlossener Unterraum von {\displaystyle V}, dann ist {\displaystyle P_{U}} ein stetiger linearer Operator mit den folgenden Eigenschaften:
- {\displaystyle P_{U}} ist eine Projektion, das heißt {\displaystyle P_{U}^{2}=P_{U}}.
- {\displaystyle P_{U}} ist selbstadjungiert, das heißt {\displaystyle P_{U}=P_{U}^{\ast }} mit dem adjungierten Operator {\displaystyle P_{U}^{\ast }}.
- {\displaystyle P_{U}} ist normal, das heißt {\displaystyle P_{U}^{\ast }P_{U}=P_{U}P_{U}^{\ast }}.
- {\displaystyle P_{U}} ist positiv, das heißt insbesondere {\displaystyle \langle P_{U}v,v\rangle \geq 0} für alle {\displaystyle v\in V}.
- {\displaystyle P_{U}} ist eine partielle Isometrie, bei der der isometrische Anteil die Identität ist.
- {\displaystyle P_{U}} ist genau dann kompakt, wenn {\displaystyle U} endlichdimensional ist.
- {\displaystyle P_{U}v} ist Bestapproximation in der Skalarproduktnorm, das heißt {\displaystyle \|P_{U}v-v\|=\inf _{u\in U}\|u-v\|}.
- {\displaystyle \|P_{U}\|=1}, falls {\displaystyle U\neq \{0\}}, und {\displaystyle \|I-P_{U}\|=1}, falls {\displaystyle U\neq V} (in der Operatornorm).

Umgekehrt ist eine stetige lineare Projektion {\displaystyle P\neq 0}, die selbstadjungiert oder normal oder positiv oder auf eins normiert ist, eine Orthogonalprojektion auf den Bildraum {\displaystyle P(V)}.

## Anwendungen
Orthogonalprojektionen besitzen vielfältige Anwendungen, von denen hier nur einige herausgestellt werden:
Geometrie
- in der analytischen Geometrie bei Abstandsberechnungen und Spiegelungen an Ebenen
- in der Kartografie bei orthogonalen Grundrissprojektionen und Orthofotos
- in der Physik bei der Zerlegung von Kräften in ihre Bestandteile
- in der Computergrafik bei der Berechnung von Reflexionen und Schatten

Lineare Algebra
- bei der Konstruktion von Orthonormalbasen mit dem Gram-Schmidtschen Orthogonalisierungsverfahren
- bei der Lösung linearer Ausgleichsprobleme mit der Methode der kleinsten Quadrate
- bei der iterativen Lösung linearer Gleichungssysteme mit dem Verfahren der konjugierten Gradienten und allgemeinen Krylow-Unterraum-Verfahren

Funktionalanalysis
- in der Approximationstheorie bei der Bestapproximation von Funktionen
- in der Fourier-Analysis und der Wavelet-Analysis von Signalen
- in der Sobolev-Theorie zur Lösung partieller Differenzialgleichungen
- in der Quantenmechanik zur Beschreibung quantenmechanischer Zustände mittels der Bra-Ket-Notation

Statistik und Wahrscheinlichkeitstheorie
- bei der Hauptkomponentenanalyse multivariater Datensätze
- bei bedingten Erwartungswerten